# Tunnel van Bruyelle
De tunnel van Bruyelle is een spoortunnel in Bruyelle, een deelgemeente van Antoing. De dubbelsporige HSL 1 gaat door deze tunnel.